# Michael Vescera
Michael Vescera (Connecticut, 13 de junio de 1962) es un cantante estadounidense de hard rock y heavy metal, reconocido principalmente por su colaboración con el guitarrista sueco Yngwie Malmsteen y la banda japonesa Loudness.

## Carrera
Vescera ha colaborado con un sinnúmero de artistas y bandas, entre los que destacan Loudness, Obsession, Yngwie Malmsteen, Dr. Sin, Roland Grapow, Mike Vescera Project y Death Keepers.

## Discografía
- Obsession – Marshall Law (1984)
- Obsession – Scarred for Life (1986)
- Obsession – Methods of Madness (1987)
- Obsession – Carnival of Lies (2006)
- Obsession – Obsession (2008)(Japan Only)
- Obsession – Order of Chaos (Oct 2012)
- Theater – Theater (1988)
- Loudness - Soldier of Fortune (1989)
- Loudness - On the Prowl (1991)
- Loudness - Live Loudest at the Budokan '91 (2009)
- Yngwie Malmsteen – The Seventh Sign (1994)
- Yngwie Malmsteen – Live at Budokan (1994 VHS/DVD)
- Yngwie Malmsteen – I Can't Wait (1994 EP)
- Yngwie Malmsteen – Magnum Opus (1995)
- Dr. Sin – Dr. Sin II (2000)
- Dr. Sin – Shadows of Light (2002)
- Killing Machine – Killing Machine (2000)
- Michael Vescera – A Sign of Things to Come (2008)
- MVP (Mike Vescera Project) – Windows (1997)
- MVP (Mike Vescera Project) – Animation (1999)
- MVP (Mike Vescera Project) – The Altar (2003)
- MVP (Mike Vescera Project) – Crossing the Line (2004)
- The Reign of Terror – Sacred Ground (2001)
- The Reign of Terror – Conquer and Divide (2002)
- Palace of Black – Palace of Black (2002)
- Roland Grapow – Kaleidoscope (1999)
- Safe Haven – Safe Haven (2004)
- Stygia (2007)
- Empires of Eden – Reborn in Fire (2010)
- Nergard – The Beginning (EP) (2011)
- Nergard – Memorial for a Wish ACT 1 (2012)
- Animetal USA – Animetal USA (Oct 2011)
- Animetal USA – W (June 2012)
- Sovereign – Warring Heaven (Sept 2012)
- Fatal Force – Unholy Rites (2012)
- Chris Bickley – Tapestry of souls (guest vocalist – 2012)
- Warrion – Awakening the Hydra (2013)
- Dramatica – Fall of tyranny (2016)
- D-Metal Stars – Metal Disney (2017 US)(2016 Japan)
- Vescera – Beyond The Fight (2017)
- Disney Super Guitar (2018) (titled Super Guitar Disney in Japanese market)